# Івиця Івушич
Івиця Івушич (хорв. Ivica Ivušić, нар. 1 лютого 1995, Рієка) — хорватський футболіст, воротар клубу «Пафос».
Виступав, зокрема, за клуби «Істра 1961» та «Олімпіакос», а також національну збірну Хорватії.

## Клубна кар'єра
Народився 1 лютого 1995 року в місті Рієка. Вихованець юнацьких команд футбольних клубів «Рієка», «Інтернаціонале» та «Сереньйо».
У дорослому футболі дебютував 2014 року виступами за команду «Прато», в якій провів один сезон, взявши участь в 11 матчах чемпіонату. 
Своєю грою за цю команду привернув увагу представників тренерського штабу клубу «Істра 1961», до складу якого приєднався 2015 року. Відіграв за команду з Пули наступні три сезони своєї ігрової кар'єри.
У 2018 році уклав контракт з клубом «Олімпіакос», у складі якого провів наступні жодного років своєї кар'єри гравця. 
До складу клубу «Осієк» приєднався 2018 року. Станом на 6 листопада 2022 року відіграв за команду з Осієка 114 матчів в національному чемпіонаті.

## Виступи за збірні
У 2009 році дебютував у складі юнацької збірної Хорватії (U-14), загалом на юнацькому рівні взяв участь у 15 іграх, пропустивши 18 голів.
У 2021 році дебютував в офіційних матчах у складі національної збірної Хорватії.
У складі збірної був учасником чемпіонату світу 2022 року у Катарі.

## Статистика виступів

### Статистика клубних виступів
| Сезон                 | Команда               | Чемпіонат             | Чемпіонат | Чемпіонат | Національний кубок | Національний кубок | Національний кубок | Континентальні кубки | Континентальні кубки | Континентальні кубки | Інші змагання | Інші змагання | Інші змагання | Усього | Усього |
| Сезон                 | Команда               | Ліга                  | Ігор      | Голів     | Ліга               | Ігор               | Голів              | Ліга                 | Ігор                 | Голів                | Ліга          | Ігор          | Голів         | Ігор   | Голів  |
| --------------------- | --------------------- | --------------------- | --------- | --------- | ------------------ | ------------------ | ------------------ | -------------------- | -------------------- | -------------------- | ------------- | ------------- | ------------- | ------ | ------ |
| 2014–15               | «Прато»               | LP                    | 11        | -15       | КІ+CI-LP           | 1+2                | -1 + -4            | -                    | -                    | -                    | -             | -             | -             | 14     | –      |
| 2015–16               | «Істра 1961»          | 1. ХФЛ                | 5         | -8        | КХ                 | 0                  | 0                  | -                    | -                    | -                    | -             | -             | -             | 5      | -8     |
| 2016–17               | «Істра 1961»          | 1. ХФЛ                | 22        | -33       | КХ                 | 2                  | -4                 | -                    | -                    | -                    | -             | -             | -             | 24     | -37    |
| 2017-січ. 2018        | «Істра 1961»          | 1. ХФЛ                | 15        | –         | КХ                 | 0                  | 0                  | -                    | -                    | -                    | -             | -             | -             | 15     | –      |
| Усього за Istria 1961 | Усього за Istria 1961 | Усього за Istria 1961 | 42        | -61       |                    | 2                  | -4                 |                      | -                    | -                    |               | -             | -             | 44     | -65    |
| січ.-черв. 2018       | «Олімпіакос»          | СЛ                    | 0         | 0         | КГ                 | 0                  | 0                  | ЛЧ                   | -                    | -                    | -             | -             | -             | 0      | 0      |
| 2018–19               | «Осієк»               | 1. ХФЛ                | 0         | 0         | КХ                 | 0                  | 0                  | ЛЄ                   | 0                    | 0                    | -             | -             | -             | 0      | 0      |
| 2019–20               | «Осієк»               | 1. ХФЛ                | 36        | -29       | КХ                 | 3                  | -3                 | ЛЄ                   | 2                    | -1                   | -             | -             | -             | 41     | -33    |
| 2020–21               | «Осієк»               | 1. ХФЛ                | 36        | -25       | КХ                 | 1                  | -2                 | ЛЄ                   | 1                    | -2                   | -             | -             | -             | 38     | -29    |
| 2021–22               | «Осієк»               | 1. ХФЛ                | 26        | -24       | КХ                 | 1                  | -3                 | ЛК                   | 4                    | -5                   | -             | -             | -             | 31     | -32    |
| 2022–23               | «Осієк»               | 1. ХФЛ                | 16        | -21       | КХ                 | 0                  | 0                  | ЛК                   | 2                    | -3                   | -             | -             | -             | 18     | -24    |
| Усього за «Осієк»     | Усього за «Осієк»     | Усього за «Осієк»     | 114       | -99       |                    | 5                  | -8                 |                      | 9                    | -11                  |               | 0             | 0             | 128    | -118   |
| Усього за кар'єру     | Усього за кар'єру     | Усього за кар'єру     | 167       | -175      |                    | 10                 | -13                |                      | 9                    | -11                  |               | -             | -             | 186    | –9     |

### Статистика виступів за збірну
| Дата      | Місто                    | Господарі  | Результат | Гості    | Турнір                               | Голи | Примітки |
| --------- | ------------------------ | ---------- | --------- | -------- | ------------------------------------ | ---- | -------- |
| 4-9-2021  | Братислава               | Словаччина | 0 – 1     | Хорватія | Відбір до ЧС 2022                    | -    | 90+3'    |
| 7-9-2021  | Спліт                    | Хорватія   | 3 – 0     | Словенія | Відбір до ЧС 2022                    | -    |          |
| 29-3-2022 | Ер-Райян (муніципалітет) | Хорватія   | 2 – 1     | Болгарія | товариський матч                     | -1   |          |
| 3-6-2022  | Осієк                    | Хорватія   | 0 – 3     | Австрія  | Ліга націй УЄФА 2022-2023 - 1-й етап | -3   |          |
| 13-6-2022 | Сен-Дені                 | Франція    | 0 – 1     | Хорватія | Ліга націй УЄФА 2022-2023 - 1-й етап | -    |          |
| Усього    |                          | Матчів     | 5         |          | Голів                                | -4   |          |

| Дата      | Місто     | Господарі | Результат | Гості    | Турнір           | Голи | Примітки |
| --------- | --------- | --------- | --------- | -------- | ---------------- | ---- | -------- |
| 23-4-2015 | Пашинг    | Катар     | 2 – 1     | Хорватія | Товариський матч | -2   |          |
| 25-4-2015 | Зальцбург | США       | 1 – 0     | Хорватія | Товариський матч | -1   | 84'      |
| Усього    |           | Матчів    | 2         |          | Голів            | -3   |          |

## Титули та досягнення
- Володар Кубка Кіпру (1):

Пафос: 2023-24
- Чемпіон Кіпру (1):

Пафос: 2024-25
Збірні
- Бронзовий призер чемпіонату світу: 2022